# 桥头镇 (泰州市)
桥头镇，是中华人民共和国江苏省泰州市姜堰区下辖的一个乡镇级行政单位。

## 行政区划
桥头镇下辖以下地区：
桥头社区、小杨村、大杨村、桥头村、李堡村、杨院村、三沙村和状元村。